# Brades
Brades (hay Brades Estate) là một ngôi làng và là thủ phủ trên thực tế của hòn đảo Montserrat thuộc Anh Quốc trên vùng biển Caribe từ năm 1998. Brades nằm ở Carr's Bay/gần Little Bay ở cực tây bắc của Montserrat. Thủ phủ chính thức của đảo là Plymouth ở phía nam đã bị bỏ hoang do phun trào Núi lửa Soufriere Hills năm 1997 đã chôn vùi thị trấn. Các tòa nhà chính quyền tạm thời được xây dựng tại Brades kể từ đó.
Một vài tên gọi đã được đưa ra để đặt tên cho thủ phủ mới, vốn đang được xây dựng tại khu vực Little Bay. Bao gồm: Port Diana để tưởng niêm Công nương Diana, và St. Patrick's, để kỷ niệm ngày khởi nghĩa 17 tháng 3 và để thu hút du khách người Mỹ gốc Ireland.